# Bruno Gebhardt
Bruno Gebhardt (* 9. Oktober 1858 in Krotoschin (Provinz Posen, Königreich Preußen); † 13. Februar 1905 in Berlin) war ein deutscher Historiker, der durch das von ihm herausgegebene und mitverfasste Handbuch der deutschen Geschichte bekannt wurde.

## Leben
Der in einer jüdischen Familie aufgewachsene Bruno Gebhardt besuchte das Königliche Wilhelms-Gymnasium Krotoschin und studierte an der Universität Breslau Geschichte und Germanistik. Dort wurde er 1884 bei Jakob Caro mit der Arbeit Die Gravamina der deutschen Nation gegen den römischen Hof promoviert. Seit 1887 war er Lehrer an der Städtischen Realschule in Berlin, seit 1899 mit dem Titel eines Professors. Er wohnte in Berlin-Schöneberg im Haus Frobenstraße 32.
Das von ihm herausgegebene Handbuch der deutschen Geschichte erschien zuerst 1891 in zwei Bänden, in 2. Auflage 1901. Nach seinem Tod wurde das Werk mehrfach neu bearbeitet und erweitert; es erschien zuletzt in zehnter Auflage (seit 2001).
In drei Bänden veröffentlichte Gebhardt im Auftrag der Preußischen Akademie der Wissenschaften 1903/04 die politischen Schriften Wilhelm von Humboldts der Jahre 1802 bis 1834 und wurde dafür vom Schuldienst beurlaubt.

## Schriften (Auswahl)
- Gravamina der deutschen Nation gegen den römischen Hof. Koebner, Breslau 1884, OCLC 69193695 (zugleich: Dissertation, Universität Breslau, 1884).
- Deutscher Kaisersaal. Geschichte der deutschen Kaiser in Biographien. Union-Dt. Verlagsges., Stuttgart 1894.
- Wilhelm von Humboldt als Staatsmann, 2 Bde., Cotta, Stuttgart 1896–1899, Digitalisat.
- Hrsg.: Handbuch der deutschen Geschichte. Union-Dt. Verlagsges., Stuttgart 1891; 2. Auflage 1901.
- Hrsg.: Wilhelm von Humboldt. Politische Denkschriften. 3 Bde. (= Wilhelm von Humboldts gesammelte Schriften, Bd. 10 = Abt. 2.), Behr, Berlin 1903–1904.